# Louis de Luxembourg-Saint-Pol
Pour les articles homonymes, voir Louis de Luxembourg (homonymie).
Louis de Luxembourg, connu dans l'histoire sous le nom de connétable de Saint-Pol, né en 1418 et mort à Paris, le 19 décembre 1475, fut l'un des membres les plus influents de la haute noblesse française, à la fois vassal du roi de France et du duc de Bourgogne. Il fut fait connétable par Louis XI mais fut condamné à mort et exécuté pour haute trahison en place de Grève.

## Biographie

### Un grand du royaume de France
Louis de Luxembourg était le fils de Pierre Ier de Luxembourg, comte de Saint-Pol, de Brienne et de Conversano, et de Marguerite des Baux (Margherita del Balzo, 1394-1469). Son nom vient du fait qu'il était un descendant de 7e génération de Henri V, comte de Luxembourg, appartenant donc à la branche française de la maison de Luxembourg.
Louis de Luxembourg était comte de Saint-Pol de 1433 à 1475, de Ligny et de Conversano, comte de Brienne, de 1441 à 1475, de Guise de 1441 à 1444, de Marle et de Soissons de 1435 à 1475, châtelain de Lille, seigneur d'Enghien, d'Oisy, de Bohain, de Beauvoir, de Condé-en-Brie et de Bourbourg.
Il épousa en premières noces, Jeanne de Bar, comtesse de Soissons et de Marle, seigneur de Ham. Il hérita à son décès de la seigneurie de Ham.
Par le comté de Saint-Pol, il était vassal du duc de Bourgogne qui était lui-même vassal du roi de France. Il fut ainsi mêlé aux intrigues de ces deux personnages.
Orphelin de père à quinze ans, il fut élevé par son oncle Jean de Luxembourg qui s'était illustré en 1430 par la capture de Jeanne d'Arc à Compiègne. À la mort de Jean de Luxembourg en 1441, les biens hérités de ce dernier furent mis sous séquestre par Charles VII car Louis refusait de signer le traité d'Arras de 1435. Louis de Luxembourg se rapprocha de la France et put ainsi les récupérer, mais le comte du Maine lui intenta un procès à propos de la possession de la seigneurie de Guise. Un arrangement fut trouvé en mai 1444, Charles du Maine ayant épousé Isabelle de Luxembourg-Saint-Pol, la sœur de Louis de Luxembourg, celle-ci reçut Guise en dot.
Louis de Luxembourg fortifia la ville de La Fère dans l’Aisne, qu’il entoura de murs et, sur l’emplacement d'un ancien château fort au donjon carré, il en fit élever un nouveau, qui fut agrandi et embelli par sa petite fille, Marie de Luxembourg-Saint-Pol, arrière-grand-mère d’Henri IV et de Marie Stuart.
Il fit reconstruire le château de Ham et le dota en 1441 d'un donjon formidable (appelé « tour du Connétable ») de 33 m de haut et de 33 m de diamètre avec des murs de 11 mètres d'épaisseur capables de résister aux assauts de l'artillerie naissante. Il fit graver cette devise au-dessus de la porte d'entrée de la Tour du Connétable: « Mô Myeux » (Mon mieux).

### Un connétable jouant double jeu
Louis de Luxembourg devint proche du dauphin (le futur Louis XI) et participa à ses côtés au siège de Dieppe. La ville fut délivrée le 14 août 1443. Le dauphin l'arma chevalier, juste avant l'assaut final. Le comte de Saint-Pol ensuite combattit les Anglais et les chassa de Flandre et de Normandie, reprise d'Harfleur, le 24 décembre 1443, de Gournay-en-Bray en 1449 et de Caen en 1450.
Louis de Luxembourg et François 1er, duc de Bretagne furent élus chevaliers de l'Ordre de la Toison d'Or lors de son chapitre de 1445, mais refusèrent le collier.
Le comte de Saint-Pol, malgré son soutien au roi de France, apportait également son aide au duc de Bourgogne, Philippe le Bon. En 1452, il combattit contre l’archevêque de Cologne et les Gantois révoltés.
Il prit part en 1465 à la Ligue du Bien public et à la guerre qui s'ensuivit aux côtés des grands féodaux révoltés contre Louis XI, roi de France. C’est sa désobéissance qui provoqua la bataille de Montlhéry, et sa fuite manqua d’entraîner une déroute bourguignonne.
À la bataille de Montlhéry, il commandait l’avant-garde du comte de Charolais (le futur Charles le Téméraire). Néanmoins, Louis XI cherchait à l'attirer à son service.
Par le traité de Conflans de 1465, il reçut de Louis XI le titre de connétable. Il épousa, en 1466, Marie de Savoie, sœur de la reine de France Charlotte, et reçut les seigneuries de Guise et du Nouvion-en-Thiérache. Le connétable de Saint-Pol passa ainsi au service du roi de France. Il fut nommé, par ailleurs, à la première promotion de l'Ordre de Saint-Michel, créé par Louis XI le 1er août 1469.
Puissant parmi les puissants, il se comportait en prince indépendant et cherchait à jouer le rôle principal dans les intrigues et les troubles de la période.
Malgré des marques apparentes d'hostilité envers le duc de Bourgogne (prise de Saint-Quentin, 1470), il avait des intelligences secrètes avec lui et en 1475, lors de l'invasion de la France par le roi Édouard IV d'Angleterre, sa conduite ne fut pas moins équivoque.

### La chute
En 1471, lassé des intrigues du connétable, Charles le Téméraire prévint Louis XI de son double-jeu. Les deux princes firent de Louis de Luxembourg leur ennemi commun à partir de 1474. Le comte de Saint-Pol incita alors le roi d'Angleterre Édouard IV à marcher sur la Picardie promettant de lui livrer Saint-Quentin.
À la suite des conférences de Picquigny entre Louis XI et le roi d'Angleterre, le 29 août 1475, Édouard IV, trompé par le comte de Saint-Pol, donna à Louis XI la correspondance que le connétable lui avait adressée. Louis XI marcha ensuite sur Saint-Quentin où le connétable s'était retranché. Préférant esquiver l'affrontement, Louis de Luxembourg chercha refuge à Mons auprès du duc de Bourgogne. Mais Charles le Téméraire décida de le faire arrêter et de le livrer à Louis XI.
Dès son arrivée à Paris le 26 novembre 1475, son procès commença et dura trois semaines.
L'étude des interrogatoires du connétable de Saint-Pol permet de retracer le déroulement d'un complot dans lequel de nombreux princes français et européens étaient impliqués. Cet événement judiciaire apparaît comme une confrontation entre le roi de France et la très haute noblesse. Le connétable de Saint-Pol y défendit constamment son « honneur » face au souverain qui utilisa le Parlement de Paris et s'appuya sur le « principe monarchique » élaboré au cours des siècles passés.
Louis XI fit de ce procès pour lèse-majesté, un procès exemplaire par sa durée et par la procédure suivie. La condamnation et l'exécution de Saint-Pol ont fortement marqué les chroniqueurs du temps, comme Philippe de Commynes, Thomas Basin ou Jean de Roye, du fait de l'importance du connétable. Celui-ci apparaît comme une victime de l'utilisation par Louis XI de la justice royale à des fins de vengeance personnelle.
Emprisonné à la Bastille le 27 novembre, Louis de Luxembourg fut condamné à mort par le Parlement le 19 décembre, et décapité sur la place de Grève de Paris le même jour. Sa dépouille fut ensevelie par les moines cordeliers dans l'église Saint-Claire,.
Le duc de Bourgogne reçut, après son exécution, les territoires de Saint-Quentin, Ham et Bohain, qu'il troqua avec Louis XI contre l'autorisation tacite de conquérir le duché de Lorraine (octobre-novembre 1475).

## Mariages et descendance
Le 16 juillet 1435, il épousa Jeanne de Bar (1415 - † 1462), comtesse de Marle et de Soissons, fille de Robert de Bar, comte de Marle et de Soissons, et de Jeanne de Béthune,. Il hérite au décès de son épouse de la seigneurie de Ham (Somme). Ils eurent sept enfants :
- Jean († 1476), comte de Marle et de Soissons ;
- Pierre II († 1482), comte de Saint-Pol, de Soissons et de Marle, père de Marie de Luxembourg (1462-1546) qui joua un rôle non négligeable dans la ratification de la Paix des Dames ;
- Charles de Luxembourg (évêque de Laon) (1447 † 1509) ;
- Antoine de Luxembourg († 1519), comte de Roucy, de Brienne puis de Ligny marié à Antoinette de Bauffremont, comtesse de Charny, en premières noces ;
- Jacqueline de Luxembourg († 1511), mariée en 1455 à Philippe Ier de Croÿ († 1511), comte de Porcien ;
- Hélène de Luxembourg († 1488)[14], mariée en 1466 à Janus de Savoie (1440 † 1492), comte de Faucigny, gouverneur de Nice, fils de Louis de Savoie ; Hélène est donc la belle-sœur de sa belle-mère ;
- Philippe, élue abbesse au Moncel en 1484, morte en 1522[pas clair].

Veuf, il se remaria en 1466 avec Marie (1448 - † 1475), fille de Louis Ier, duc de Savoie, et prince de Piémont, et d'Anne de Lusignan. Avec ces noces, il devient beau-frère de Louis XI. Ils eurent trois enfants :
- Louis (1467 † 24.12.1503), comte de Ligny (1475), puis prince d’Altamura, duc d'Andria et de Venosa, capitaine de Charles VIII, lieutenant général de l'armée française, grand chambellan de Louis XII, gouverneur de Picardie :
- Jeanne, religieuse à Gand ;
- Charles (1475 ? † 1475/76?), meurt à Cambrai peu après l'exécution de son père.

Louis de Luxembourg eut par ailleurs huit bâtards, dont Robert de Luxembourg évêque d'Angoulême et
Gilles de Luxembourg, 80e évêque de Châlons-en-Champagne de 1503 à 1535.

## Sources
- Cet article est partiellement ou en totalité issu de l'article intitulé « Connétable de Saint-Pol » (voir la liste des auteurs).

## Pour approfondir